# Xenofilia
Xenofilia é o amor, atração ou apreciação por pessoas, maneiras, costumes ou culturas estrangeiras. É o antônimo de xenofobia. A palavra é derivada do grego "xenos" (ξένος) (estranho, desconhecido, estrangeiro) e "philia" (φιλία) (amor, atração), embora a palavra em si não seja encontrada no grego clássico.
Em contextos políticos, o termo tem sido utilizado de forma crítica para descrever atitudes ou políticas que consideram favorecer excessivamente valores, práticas ou populações estrangeiras em detrimento da identidade cultural nacional, emergindo em debates sobre imigração, multiculturalismo e pertença colectiva.

## Na biologia
Em biologia, a xenofilia inclui, por exemplo, a aceitação por um inseto de uma planta estranha introduzida intimamente relacionada ao hospedeiro normal. A xenofilia se distingue de xenofagia (ou alotrofia) e é menos comum do que a xenofobia. Os entomologistas do início do século XX concluíram incorretamente que a evolução do disco terminal glandular era uma função da xenofilia, após sua descoberta em larvas mirmecófilas.

## Na cultura
A xenofilia cultural, de acordo com algumas fontes, pode estar relacionada com o encolhimento cultural. Também pode ser específico da área, como levou os romanos a acreditar que os gregos eram melhores do que os romanos em música, arte e filosofia, mas evidentemente não melhores em questões militares.

## Na política e história
George Washington, em seu discurso de despedida de 1796, descreveu ter lealdade a mais de uma nação como algo negativo:
Da mesma forma, o apego apaixonado de uma nação por outra produz uma variedade de males. Simpatia pela nação favorita, facilitando a ilusão de um interesse comum imaginário nos casos em que não existe nenhum interesse comum real, e infundindo em uma as inimizades da outra, trai a primeira em uma participação nas disputas e guerras da última sem incentivo adequado ou justificativa. Também leva a concessões à nação favorita de privilégios negados a outras, o que pode prejudicar duplamente a nação que faz as concessões; por se separar desnecessariamente do que deveria ter sido retido, e por despertar ciúme, má vontade e disposição para retaliar, nas partes às quais privilégios iguais são negados. E dá a cidadãos ambiciosos, corrompidos ou iludidos (que se dedicam à nação favorita), facilidade de trair ou sacrificar os interesses do próprio país, sem ódio, às vezes até com popularidade; douração, com as aparências de um senso virtuoso de obrigação, uma deferência louvável pela opinião pública ou um zelo louvável pelo bem público, a baixa ou tola concordância de ambição, corrupção ou paixão.
Como avenidas para a influência estrangeira de inúmeras maneiras, tais ligações são particularmente alarmantes para o patriota verdadeiramente iluminado e independente. Quantas oportunidades eles oferecem para mexer com facções domésticas, para praticar as artes da sedução, para enganar a opinião pública, para influenciar ou temer os conselhos públicos. Tal apego de um pequeno ou fraco a uma grande e poderosa nação condena o primeiro a ser o satélite do segundo.
De acordo com o filósofo britânico Roger Scruton, "a cultura partilhada é o solo em que a confiança cresce", e a sua substituição por ideais universalistas ou desraigados pode levar a uma crise de pertença e à erosão da solidariedade nacional. Embora Scruton não utilize o termo xenofilia, os seus argumentos sobre a auto-desvalorização das culturas ocidentais e a rejeição das fidelidades nacionais são interpretados como críticas implícitas a formas exacerbadas de cosmopolitismo, associadas à ideia de xenofilia política ou cultural.

## Na ficção
A xenofilia é um tema presente na ficção científica, principalmente no subgênero de ópera espacial, em que se explora as consequências do amor e da relação sexual entre humanos e extraterrestres, principalmente os humanóides. Um exemplo satírico é XXXenophile, um gibi pornográfico escrito por Phil Foglio. Um exemplo mais sombrio é o relacionamento de Sarek e Amanda Grayson (pais de Spock) em Star Trek. Na série de jogos eletrônicos Mass Effect, também existem vários exemplos de xenofilia entre o protagonista Comandante Shepard e seus companheiros alienígenas.
No livro Harry Potter e as Relíquias da Morte, um personagem chamado Xenophilius Lovegood (o pai de uma das amigas mais excêntricas de Harry Potter, Luna Lovegood) é caracterizado por seu interesse por objetos, animais e conceitos incomuns ou desconhecidos — como o seu o nome implica.
O filme Watermelon Man centra-se em parte em um homem branco tentando fazer sexo com uma mulher branca com quem ele trabalha. Seus esforços falham até que ele é magicamente transformado em um afro-americano, momento em que ela está mais do que disposta a dormir com ele. Só no dia seguinte o protagonista percebe, para seu horror, que a mulher é xenófila e só fez sexo com ele por causa de sua raça; ela não tinha nenhum interesse nele como pessoa.